# Pierre de la Brosse
Pierre de la Brosse, oder auch de la Broce genannt, (lat.: Petrus de Brocia; † 30. Juni 1278 in Paris) war ein Günstling und Kämmerer des Königs Philipp III. von Frankreich.

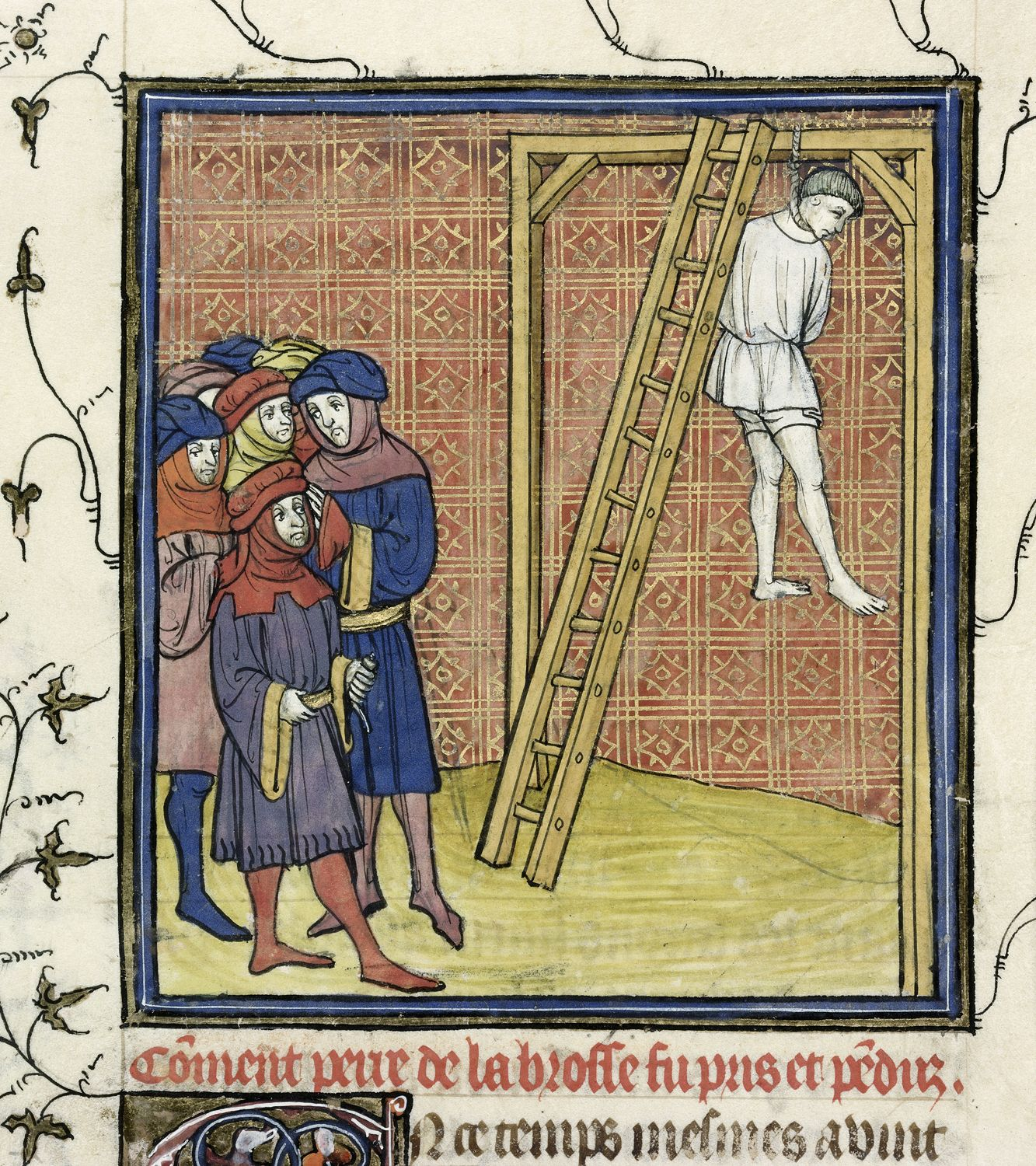
Pierre de la Brosse wird gehängt. Darstellung aus dem späten 14. Jahrhundert.

De la Brosse entstammte dem niederen Adel der Touraine und diente bereits in der Hofverwaltung des Königs Ludwig IX. in niederer Position. Gegenüber König Philipp III. avancierte er zum Favoriten und einflussreichen Ratgeber. Seine Position nutzte er vor allem zu Protegierung engster Familienangehöriger und zur Selbstbereicherung aus, womit er sich den Unmut des hohen Adels zuzog. Die Königin Maria von Brabant war die größte Rivalin des De la Brosse um den Einfluss auf den König.
1278 stürzte De la Brosse in der Gunst des Königs, nachdem diesem belastende Briefe, deren Inhalt heute unbekannt ist, zugespielt wurden. Vermutlich wurde De la Brosse darin des Giftmordes an dem 1276 verstorbenen dreizehnjährigen Kronprinzen Ludwig beschuldigt. Jedenfalls versuchte De la Brosse darauf die Königin mit dieser Tat zu belasten, weil diese die Thronfolge für ihre eigenen Kinder sichern wollte, während Prinz Ludwig als ihr Stiefsohn dabei im Wege stand. Die Königin konnte sich allerdings erfolgreich gegenüber Philipp III. verteidigen, während De la Brosse von ihm fallen gelassen wurde. Köhler vermutet gar, Maria habe Brosse eines Anschlages auf ihre Ehe bezichtigt. Ohne jede Gerichtsverhandlung und ohne irgendeine Begründung wurde er am 30. Juni 1278 am Galgen von Montfaucon in Paris gehängt.
Der Sturz des Pierre de la Brosse wurde in der mittelalterlichen Lyrik Frankreich in zwei poetischen Werken thematisiert. Sie wurden 1835 von Achille Jubinal erstmals veröffentlicht.
Auch findet er in Dantes göttlicher Komödie (Purgatorio, Canto VI) Erwähnung, wo sich seine Seele auf der sechsten Terrasse des Läuterungsbergs wegen seiner Maßlosigkeit befindet.

## Quelle
- Guillaume de Nangis, Gesta Philippi Regis Franciæ, hrsg. von M. Daunou im Recueil des Historiens des Gaules et de la France (RHGF), Bd. XX (Paris, 1840), S. 503, 510–512

| Personendaten    | Personendaten                                                     |
| ---------------- | ----------------------------------------------------------------- |
| NAME             | Pierre de la Brosse                                               |
| ALTERNATIVNAMEN  | Pierre de la Broce, Petrus de Brocia                              |
| KURZBESCHREIBUNG | französischer Höfling und Berater des Königs Philipp des Tapferen |
| GEBURTSDATUM     | 13. Jahrhundert                                                   |
| STERBEDATUM      | 30. Juni 1278                                                     |
| STERBEORT        | Paris                                                             |